# 観月沙織里
観月 沙織里（みづき さおり、1975年10月20日 - ）は、日本のAV女優。

## 略歴
東京に近い田舎で、元暴走族で大工の父親と、看護婦の母親の間に生まれた。母親は彼女を産んだ時、19歳であった。
母親による年下男との浮気から両親の仲が悪くなった。母親は彼女には気づかれないと思い、不倫相手との交換日記を書いていたが、この浮気は父親にばれて、相手の男は慰謝料を持って自宅を訪れ、二度と現れることはなかった。しかし、母親は妻子のある男と2度目の浮気を始め、小学校6年の時に蒸発してしまった。その後彼女は、2歳年下の弟、6歳年下の妹の面倒を見続けた。
中学の後半は、ほとんど学校に行かず、家で掃除洗濯やファミリーコンピュータをして過ごした。中2の夏休みに友人の家で、ビールで酔っ払った際に処女を喪失した。中学3年の時、父親から、母親が蒸発した後、3度無理心中しようと思ったことがあると告げられた。
中学を卒業した後、高校には進学せず、アルバイトを転々とした。新宿でスカウトされて、AV女優となった。父親には、宝石屋に就職が決まったので、一人暮らしをしたいと告げ、弟にだけ、ギルガメッシュナイトに出演していることを明かしている。Vシネマの淫獣学園では、10日間眠る暇もないスケジュールで撮影をやり通した。
「全裸女料理人VSはだかの女ドラゴン」のパッケージに、ストリップでも大人気との表記有り。

## 人物
異なるプロフィールがいくつかある。
- 「半熟Girl」（1994年）のケース裏面のプロフィールでは、生年月日:1976年3月15日、横浜出身、血液型:B型、T:157、B:83(B-70)・W:59・H:85としている[4]。
- FANZAプロフィールでは、生年月日:1975年10月20日、血液型:O型、T:156、B:84・W:57・H:84としている[5]。

趣味:ニャンコとニャンニャン。

## 出演作品

### アダルトビデオ（撮り下ろし）
1994年
- 半熟Girl（12月23日、アトラス21 4A-121）※AVデビュー作

1995年
- 紅人形（1月25日）
- VIDEOガズム 5 ヘアヌード写真館（1月25日、明文社 MA-225）※イメージビデオ
- 樹液の中で微笑んで（1月28日、アトラス21 OZ-5015）
- 名器を召し上がれ（2月28日、シェール HRC-202）
- スペルマいっぱい浴びちゃった（3月13日、アトラス21 OZ-5031）
- ブルセラ解禁 18歳（4月13日、笠倉出版社 AJV75-72）
- 出血大制服10（4月27日、アトラス21 OZ-5043）
- LINGERIE DOLLS 観月沙織里 上条うらら 日吉亜衣 野原夕里香（5月23日、宇宙企画 MY-61）全4名
- 燃えつきた花びら（5月7日、アトラス21 PC-06）
- 潮吹きおさな妻（6月27日、笠倉出版社 AJV75-91）
- ボディショップ 上條うらら 観月沙織里 野原夕里香（6月30日、笠倉出版社 CAV35-81）全3名
- どうしてこんなにイクのかな（7月17日、アトラス21 MM-11）
- 姫マンゴ女子校生（9月8日、笠倉出版社）全5名
- 焦らさないで引き裂いて（10月4日、アトラス21 PC-18）
- 世界制服宣言（日本ビデオ販売 CP-006）※ビデオ安売王オリジナル
- 全裸女料理人VSはだかの女ドラゴン（日本ビデオ販売 LS-039）他出演:可愛ゆう、可愛伊代
- 初めてのエクスタシー（ジャパンプランニング UP-001）
- Body Club あなた好みのエレクトレディー（ジャパンプランニング UP-002）

### アダルトビデオ（編集もの、BESTもの、DVD ほか）
1995年
- NEO出血大制服 スーパーコレクション（7月29日、アトラス21 OZ-5076）全10名
- 新生スペルマ淫度10　PART5（8月11日、笠倉出版社 AJV75-95）全10名
- ナース物語 濡れた茂み 4 観月沙織里・矢吹まりな・高城さやか・野原夕里香 他（8月11日、笠倉出版社 AJV75-96）全8名
- 平成ブルマー倶楽部 5（8月11日、笠倉出版社 AJV75-97）全8名
- 魅惑の恥じらいエクスタシー アイドルデビューコレクション（8月31日、アトラス21 OZ-5085）全7名
- くい込み乙女痴漢電車（11月24日、オー・ケイ出版社 OKV02-50）全5名
- おしめり手帖 3 観月沙織里 河合由美子 愛野聖々子 ほか（11月30日、宇宙企画 MY-83）全5名7
- 雫のヒロイン バスルームからのメッセージ 観月沙織里 西田ももこ 可愛ゆう ほか（12月20日、トライハートコーポレーション THC-002）全7名
  - ShowerTime 雫のヒロイン（1999年11月19日、トライハートコーポレーション OSD-7）全7名

1996年
- パンスト倶楽部 2 観月沙織里 桂木美保、浜田あみ、吉岡まゆ ほか（3月17日、宇宙企画 MY-93）
- 制服アイドルコレクション（アトラス21 MM-48）全8名

1998年
- 女子校生スペシャル90分（1月16日、笠倉出版社 AJV78-16）全20名

2001年
- NEO 出血大制服 完全版 3（3月13日、アトラス21 A01-031）全21名

2002年
- A.I. ATLAS INTEGRAL（6月21日、アトラス21 AVD-100）全50名
- 召使い2×3 Coming Episode 野原百里香 観月沙織里 篠宮知世 袖木真奈（8月28日、メディアポケット SPD-10）全4名
- イメクラSuper 2（10月5日、メディアバンク ARD-007）全12名
- Atlas Adult Actress Vol.2 17人の謝激祭（10月11日、アトラス21 A02-101）全17名

2003年
- NEO出血大制服ノーカット Vol.3 河合メリージェーン 浜田ルミ 観月沙織里 矢吹まりな（7月31日、アトラス21 BVD-008）全4名
  - NEO出血大制服ノーカット Vol.3 河合メリージェーン 浜田ルミ 観月沙織里 矢吹まりな（2014年6月30日、アトラス21 AVD-017）全4名
- 女子校生20年史 Deluxe 1（12月5日、FIVE STAR DAJ-25）全20名

2004年
- ATLAS TWENTY ONE（8月20日、アトラス21 AVD-200）全60名

2015年
- NEO出血大制服 完全版 3（2月28日、アトラス21/群雄社 AVD-040）全22名

発売年不明
- ギルガメッシュ NIGHT リターンズ 1 ギャルズ編 飯島愛 細川ふみえ 北原梨奈 城麻美 観月沙織里 ほか（ビーム TMJX-002）VHS 多数出演
- ギルガメッシュ NIGHT リターンズ 6 爆笑FIGHT編 城麻美 憂木瞳 北原梨奈 麻宮淳子 観月沙織里 ほか（ビーム TMJX-007）VHS 多数出演
- ギルガメッシュ NIGHT リターンズ 7 湯けむり旅情編 麻宮淳子 倉沢まりあ 西田ももこ 水谷ケイ 観月沙織里 ほか（ビーム TMJX-008）VHS 多数出演

### オリジナルビデオ
- 実写版 淫獣学園 2 魔性の娘誕生（1996年2月23日、大映）監督:倉本薫 共演:氷高小夜、城麻美、麻宮淳子 [7]
- 実写版 淫獣学園 3 くノ一狩り（1996年4月26日、大映）監督:倉本薫 共演:氷高小夜、城麻美、日吉亜衣 [8]

## テレビ番組
- ギルガメッシュないと（テレビ東京）- レギュラー [9]

## 書籍

### 写真集
- ミニスカマニア 愛蔵版！！　超ミニスカ肉体娘エロスの衝撃！！ 矢吹まりな 水野愛 観月沙織里 岡崎美女 ほか（?、?）

### 雑誌
- ACTRESS 1995年2月号、3月号（リイド社）
- ビデオボーイ 1995年3月号、4月号、5月号、6月号（英知出版）
- GRACE 1995年3月号（若生出版）
- アップル通信 1995年3月号、7月号（三和出版）
- ザ・ビッグMAGAZINE 1995年3月号（大洋書房）
- GALS SHOOTING MAGAZINE ガズム vol.3 1995年3月号（明文社）
- ビデオ・ザ・ワールド 1995年4月号、1997年12月号（コアマガジン）
- メンズパラダイス 1995年4月号（メディアックス）
- SexyDolls 12（1995年5月18日、宝島社）- CD-ROM付
- おとなの特選街SELECTION 1995年5月号（ベストセラーズ）
- ビデオ情報 1995年5月号（日本文芸社）
- オレンジ通信 1995年5月号（東京三世社）
- さくらんぼ通信 1995年5月号、6月号、7月号（ミリオン出版）
- Chuッ 1995年6月号（ワニマガジン社）
- ザ・ベストMAGAZINE Special 1995年06月号（ベストセラーズ）
- Girls No.4 恐ろしい時代の清涼剤!（1995年7月1日、ワニマガジン社）
- THE SPARK GIRLS Vol.10（1995年7月30日、ベストセラーズ）
- クラスメイトジュニア 1995年7月号（コアマガジン）
- 投稿通信 VOL.21 クラッシュ1995年7月号増刊（コアマガジン）
- URECCO 1995年8月号、10月号（ミリオン出版）
- アクション写真塾 1995年8月号（サン出版）
- Baby Face 1995年9月号（明文社）
- Bejeans 1995年11月1日号（付録:観月沙織等身大ポスター）（英知出版）
- お隣りのお姉さんドキドキ写真 1996年1月号（サン出版）
- オナショット 1997年6月号（メディアックス）
- ベスト・オブ・ビデオ・ザ・ワールド No.27 1998年4月号（白夜書房）